# Adam Mosseri
Adam Mosseri (nascido em 23 de janeiro de 1983) é um empresário estadunidense e o atual diretor do Instagram, a popular plataforma de compartilhamento de fotos e vídeos. Nessa posição, ele lidera as equipes de engenharia, produto e negócios do aplicativo, buscando criar experiências que aproximem as pessoas. Ele faz parte da Meta, a empresa-mãe do Instagram e do Facebook, desde 2008.

## Biografia
Nascido em Nova Iorque em 1983, Mosseri se graduou em design de informação pela Universidade de Nova Iorque em 2005. Antes de se juntar à Meta, foi fundador e sócio da Blank Mosseri, uma consultoria de design gráfico, interação e exposição. Na Meta, desempenhou diversas funções, como gerente de design de produto, diretor de design para aplicativos móveis e vice-presidente de produto para o Feed de Notícias [en].
Em maio de 2018, foi promovido a vice-presidente de produto do Instagram e, em outubro do mesmo ano, assumiu o cargo de diretor do Instagram, após a saída dos cofundadores do aplicativo, Kevin Systrom e Mike Krieger. Como diretor, ele tem a responsabilidade de contratar uma nova equipe executiva e gerenciar "todas as funções do negócio".
Mosseri é reconhecido como um dos "Power Players" do Facebook pela Business Insider em 2015 e um dos "40 Under 40" da categoria Tecnologia pela Fortune em 2020. Ele também é um palestrante frequente em eventos e conferências sobre mídia, jornalismo e tecnologia.

## Vida pessoal
É casado com Monica Mosseri e tem três filhos. Morou em Londres por um período, mas retornou à Califórnia em 2023, após a Meta anunciar que iria transferir ou demitir a maioria de seus funcionários em Londres. É judeu e tem um irmão chamado Emile Mosseri, que é compositor.